# Egeria heterostemon
Egeria heterostemon är en dybladsväxtart som beskrevs av S.Koehler och C.P.Bove. Egeria heterostemon ingår i släktet storvattenpester, och familjen dybladsväxter. Inga underarter finns listade.